# Angel - La vita, il romanzo
Angel - La vita, il romanzo (Angel) è un film del 2007 diretto da François Ozon, tratto da un romanzo del 1957 di Elizabeth Taylor (omonima della celebre attrice), e ispirato alla figura di Marie Corelli.
Presentato in concorso al Festival di Berlino, è uscito nelle sale italiane il 5 ottobre 2007.

## Trama
Gran Bretagna, primi del Novecento. Angel Deverell è una ragazza di origini proletarie, orfana di padre, che detesta la propria vita modesta accanto alla madre, che gestisce una drogheria, ed ha enormi ambizioni, rappresentate dalla signorile Paradise House, nella quale la zia, esempio perfetto della persona che non vuole diventare, ha servito come domestica per anni prima che la famiglia che vi abitava cadesse in rovina e si trasferisse a Londra.
Pur inesperta ed intellettualmente incolta, a suo stesso dire priva di interesse per la letteratura, ha un'incredibile immaginazione ed un enorme talento per la scrittura che viene riconosciuto da un lungimirante editore, Théo Gilbright che, malgrado lo scetticismo della raffinata moglie Hermione, la trasforma in breve tempo nell'autrice di maggior successo della narrativa popolare.
Raggiunte la fama e la ricchezza desiderate, conquistato un posto nell'alta società ed acquistata Paradise House, perché la sua vita sia perfetta come nei suoi sogni di ragazza manca solo l'amore, di cui ha una concezione puramente idealizzata. Pensa di averlo trovato nel pittore bohémien Esmé, fratello della sua devota segretaria personale Nora, ma la vita non si adatta alla sua immaginazione come nei suoi romanzi: Esmé è infelice, a sua insaputa la tradisce, sceglie di partire per la guerra pur di scappare da quella che sente come una gabbia dorata; torna dalla guerra ferito tanto nel corpo, una gamba amputata, quanto nello spirito e non passa molto tempo prima che si tolga la vita. Solo dopo la sua morte Angel scopre che Esmé aveva avuto un'amante e confidente, Angelica, con cui aveva avuto anche un figlio, e che, beffa crudele, era cresciuta a Paradise House.
Angel continua a reinventare ed abbellire la propria vita (ad esempio, tenta di dare fama postuma a Esmé, artista mediocre), ma ormai è in pieno declino tanto dal punto di vista personale che professionale. Le restano accanto fino alla fine le due uniche persone che l'hanno davvero amata, Nora e Théo.